# Фосфат кобальта(II)
Фосфат кобальта(II) — неорганическое соединение, соль металла кобальта и ортофосфорной кислоты с формулой Co3(PO4)2,
красно-фиолетовые кристаллы,
не растворяется в воде,
образует кристаллогидраты.

## Получение
- Действие гидрофосфата натрия на растворимую соль кобальта (II):

{\displaystyle {\mathsf {3CoCl_{2}+2Na_{2}HPO_{4}+8H_{2}O\ {\xrightarrow {}}\ Co_{3}(PO_{4})_{2}\cdot 8H_{2}O\downarrow +4NaCl+2HCl}}}

## Физические свойства
Фосфат кобальта(II) образует красно-фиолетовые кристаллы
моноклинной сингонии.
Не растворяется в воде.
Образует кристаллогидраты состава Co3(PO4)2•n H2O, где n = 2, 4, 8.

## Химические свойства
- Кристаллогидрат ступенчато разлагается при нагревании:

{\displaystyle {\mathsf {Co_{3}(PO_{4})_{2}\cdot 8H_{2}O\ {\xrightarrow[{-6H_{2}O}]{140^{o}C}}\ Co_{3}(PO_{4})_{2}\cdot 2H_{2}O\ {\xrightarrow[{-2H_{2}O}]{600^{o}C}}\ Co_{3}(PO_{4})_{2}}}}
- Восстанавливается водородом до фосфидов:

{\displaystyle {\mathsf {Co_{3}(PO_{4})_{2}+8H_{2}\ {\xrightarrow {550-1000^{o}C}}\ Co+2CoP+8H_{2}O}}}
{\displaystyle {\mathsf {4Co_{3}(PO_{4})_{2}+27H_{2}\ {\xrightarrow {550-1000^{o}C}}\ 6Co_{2}P+P_{2}O_{5}+27H_{2}O}}}

## Применение
- Пигмент в масляных красках и пластмассах — «кобальт тёмно-фиолетовый».